# Нордвалде
Нордвалде (њем. Nordwalde) општина је у њемачкој савезној држави Северна Рајна-Вестфалија. Једно је од 24 општинска средишта округа Штајнфурт. Према процјени из 2010. у општини је живјело 9.464 становника. Посједује регионалну шифру (AGS) 5566064, NUTS (DEA37) и LOCODE (DE NWE) код.

## Географски и демографски подаци
Нордвалде се налази у савезној држави Северна Рајна-Вестфалија у округу Штајнфурт. Општина се налази на надморској висини од 55 метара. Површина општине износи 51,3 km². У самом мјесту је, према процјени из 2010. године, живјело 9.464 становника. Просјечна густина становништва износи 185 становника/km².

## Међународна сарадња
| Мјесто | Држава    | Врста сарадње | Од    |
| ------ | --------- | ------------- | ----- |
| Амији  | Француска | партнерство   | 1977. |
| Извор  |           |               |       |